# Svitol
Svitol è un marchio di prodotti del gruppo Arexons che dal 1938 raccoglie sotto di sé la gamma di oli lubrificanti e sbloccanti multifunzione prodotti dall'azienda chimica.

## Storia
Il primo Svitol, formulato nel 1938, era un lubrificante solvente per la ruggine, impiegato soprattutto per la manutenzione dei tram di Milano. Negli anni la formula si è evoluta, ampliando gli utilizzi alla manutenzione industriale, domestica e al fai da te.
È il lubrificante più venduto in Italia nella grande distribuzione e trova applicazione in diversi ambiti per sbloccare, proteggere, impermeabilizzare, detergere.
La gamma dei prodotti a marchio Svitol include: Svitol Lubrificante, Svitol Technik e Svitol Professional.